# Casa Blasi
Casa Blasi és una casa d'Escunhau, al municipi de Vielha e Mijaran (Vall d'Aran) inclosa a l'Inventari del Patrimoni Arquitectònic de Catalunya.

## Descripció
Casal d'estructura rectangular, de dues plantes i "humarau", definits per les obertures exteriors. La coberta a dues aigües, amb estructures de fusta i teulada de pissarra, amb la "capièria" paral·lela a la façana, ambdues orientades a llevant. La façana és de pedra vista, i a tramuntana conserva un forn adossat. El portal d'accés és "l'auviatge", de fàbrica, conté una llinda monolítica amb la següent inscripció: FRAN[cisco] MIRAT [escut] ANO: 1828. Aquest escut duu una mena de pell estesa coronada per una creu.